# 感電

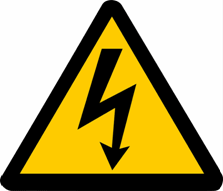
感電危険注意を促す意匠。高圧又は特別高圧の電気施設などに表示される。

感電（かんでん）とは、電撃（でんげき）、電気ショックとも呼ばれ、電気設備や電気製品の不適切な使用、電気工事中の作業工程ミスや何らかの原因で人体または作業機械などが架線に引っかかる等の人的要因、或いは機器の故障などによる漏電や自然災害である落雷などの要因によって人体に電流が流れ、傷害を受けることである。人体は電気抵抗が低く、特に水に濡れている場合は電流が流れやすいため危険性が高い。軽度の場合は一時的な痛みやしびれなどの症状で済むこともあるが、重度の場合は死亡(感電死)に至ることも多い。高圧又は特別高圧の電気施設などには電気設備に関する技術基準を定める省令第23条に危険表示等の安全対策をすべきことなどが定められており、罰則はないが通常JIS規格に基づく標識が使用される。

## 危険性による分類
感電の危険性は電圧、電流、周波数、通電経路によって異なる。
- 電圧としては、皮膚が乾燥している状態では数十Vでも感電しない場合もあるが、皮膚が発汗や水濡れに因って湿潤していたり、口鼻や生殖器など電気抵抗値が低く神経組織が豊富な部位に通電した場合は10 V程度でも強い苦痛とショックを受ける危険性がある。このような電圧は商用電源の他、バッテリーやオルタネーターなどの自動車内電気回路、低い電源電圧から高電圧を生成する電子回路や、特殊用途に使われる高電圧の積層電池も発生源となりうる。高電圧では直接接触が無くても、空中放電により感電を引き起こすことがある。また、電源回路からの接続が切り離されていても、コンデンサに充電された電荷が原因となり感電することがある。商用電源の100 - 200 Vの場合、短時間かつ小電流ならばショックのみで傷害を負わない場合もあるが、400 V級の通電部から感電した場合はアーク放電を伴う事例が多く、短時間かつ比較的小電流の感電でも重篤な火傷を負う危険性が高い。高圧線の6600 Vや数十万Vを超える事もある落雷では即死に至る危険性が極めて高く、即死を免れた場合でも後述の壊死による影響で長期の療養を経て結果的に死に至るか、手足欠損などの重篤な後遺障害を残すケースが多い。
- 電流としては、商用周波数で0.5 mAが人体に感じる最小の電流と言われており、10mAを超える電流では筋肉の随意運動が不能となる。電流密度が高く通電部組織の発熱量が多い場合には、ジュール熱による火傷や組織壊死を生ずる場合もある。人体の器官のうち心臓は特に電流に敏感であり、100 μA(0.1 ｍA)を超える電流が心臓を通過すると心室細動、心停止を起こし死に至る危険性があるとされている。また、平均的体格の成人男性と比して、女性ではこの2/3程度、小児では1/2程度の電流値で同等なショック及び傷害を生じると言われている[要出典]。
- 周波数としては1 kHz以下、時に40 - 150 Hz付近が最も有害とされ、高周波（特に50 kHz以上）は比較的影響が少ない。ただし放送局のアンテナなどでは、大電力の高周波により感電に至る場合がある。この場合死ぬ事は少ないが、失明や火傷をこうむることがある。
- 電流経路としては、感電元に触れて体内に電気が侵入した部位を入電部位、接地などにより地絡が成立し侵入した電気が体外へ出た部位を出電部位と呼ぶ。この入電部位と出電部位の間の経路に心臓が存在した場合に心室細動、心停止に至る危険性が高まる。その確率は心筋を通過した電流値と通電時間の積に比例する。経皮的に感電した場合は、手〜胸、胸〜背中に通電した場合が最も危険で、同一腕内の感電や左右の脚間の感電では、心室細動、心停止に至る確率が比較的に低い。

また、危険性は通電時間によっても異なる。低電流でも長時間の通電により感電することがある一方、高電圧の場合、無条件反射によって筋肉が瞬間的に収縮し、そのまま手などの感電部分が離れなくなることがある。一方、感電の衝撃で人体が跳ね飛ばされることによって、稀に大事故を免れる事例がある。

## 人体・動物に与える影響

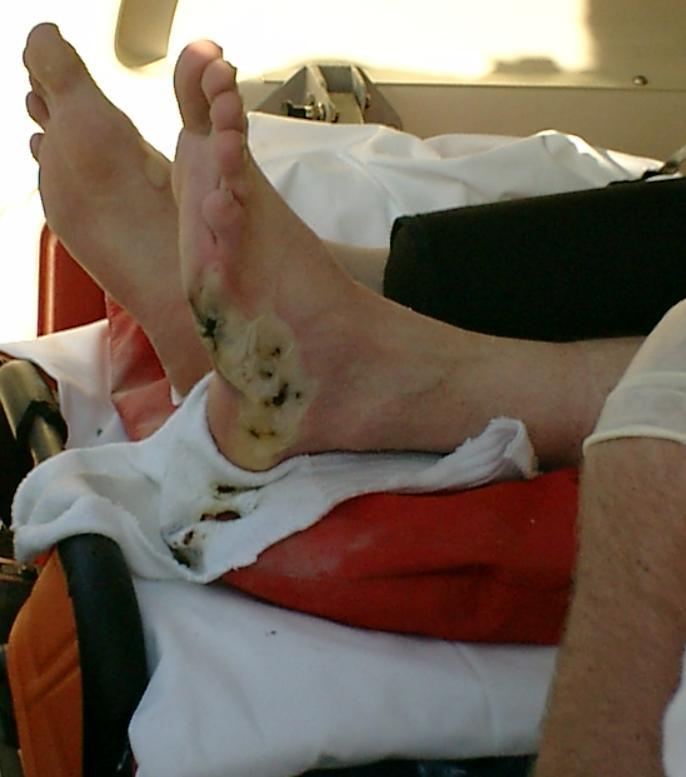
高圧線事故での重傷度Ⅱ度熱傷

国際電気標準会議(IEC)『IEC 60479-1人間及び家畜に対する電流の影響』から、左手から足に電流が流れている時間Tと交流電流Iの影響を示したグラフ。
- AC-1:ほぼ知覚できない
- AC-2:知覚できるが筋反応なし
- AC-3:不随意の筋収縮
- AC-4以降、心室細動を起こす可能性が上昇していく。

感電が身体に与える影響として次が挙げられる。なお、落雷による外傷に関しては、落雷および雷撃傷を参照。
- 電流斑・熱傷 - ジュール熱により皮膚に損傷が生ずる。電流が局所的に集中すると電流斑、広範囲に及ぶと熱傷となる。皮膚が硬質化する事も有り、落雷などの特に電圧の高い感電の場合、入出電部位や電流経路となった体組織が炭化する場合もある。
  - 壊死・腐敗 - 特に電圧の高い感電の場合、電流経路となった体組織が壊死を起こす場合がある。壊死に伴う腐敗は血行が相対的に少ない体組織の末端、多くの場合入出電部位となった場所から徐々に進行していくため、例えば右手より入電し左足より出電したような高圧電流感電の場合、時間の経過とともに右手と左足の先端が最初に壊死を起こし、その部位を切断して当面の生命の危機を回避したとしても、切断面からさらに壊死が進行した場合、前腕とふくらはぎ、上腕と太腿という順番で切断を繰り返す事となり、肩や股などの体幹部で壊死が止まらなかった場合には最終的に死に至る事となる。このようなケースは電気工事事故を取り扱う事例集などに多く報告されている。
- 電紋…肌の表面に発生したアーク放電の高温によって現れる、放射状・シダの葉状のパターン。Ｉ度程度の熱傷である。[3][4]

内臓
- 目を通過した場合は、白内障[5]
- 筋肉の圧迫により、コンパートメント症候群
- 急性腎不全[5] - 筋肉が大量に損壊した際にミオグロビンが血中に放出され、腎臓にダメージを与える褐色の尿が出るミオグロビン尿症になる[6]。
- 血管の方が電気の通りがよく、それによって血管にダメージが出る。血栓・阻血・動脈瘤・遅発性動脈出血・組織壊死などが起きる[6]。
- 随意運動への影響
- 心室細動、心停止 - これらがもっとも起きやすい交流周波数が商用電源のそれと一致する。安全を考慮すれば商用電源周波数を下げるか上げるかすればよいのだが、医学的にこのことが判明したのは商用電源がインフラストラクチャーとして充分普及したのちであった。1900年代初頭の電気的除細動器黎明期には商用交流周波数が心筋に与える影響についての研究が進んでいる。

メンタル
- 後遺症として、行動の変化、失語症、視覚障害、頭痛、耳鳴り、記憶障害、注意散漫、神経質、怒り、攻撃行動などが確認されている[7][8]。

高周波電流は人体に与える危険が少ないため、電気メスや、人体に微弱な高周波電流を意図的に流し刺激を与えて疲労回復などを図るマッサージ機器や電気風呂などに応用されている。また、スタンガンなど人為的に電気ショックを与える装置にも用いられる。ただし、電磁波による障害と同様に、長期間の暴露に対する危険性は解明されていない点が多い。
当然、ヒト以外の生物でも感電することは起き、上で述べた様な鳥類の他にも、たとえばクマやサルなどの野生動物が町や村に迷い込んで電柱に登り、通電中の電線に接触して感電し負傷・死亡してしまう事態は散発的に起きている。また、1990年代の競走馬のシーキングザパールは、競走馬引退後に繁殖牝馬として繋養されていた牧場で、落雷により感電死した。家庭で飼っているペット(特にネコやイヌ)がコードを噛んで感電する事故もあるので注意しなければならない。
なお水中や雨等で体が濡れていると、人体の表面抵抗が低下する。したがって、スマートフォンや携帯電話のバッテリーのほか、アルカリ電池などの様な比較的低電圧でも感電死する。仮に水中で感電した場合、筋肉の弛緩で泳げなくなるほか、身動きが取れずに溺死することもある。

## 植物・キノコに与える影響
シイタケやナメコなどの一部のキノコに雷のような刺激を加えると収量が増えることが確認されている（原木栽培で叩く刺激でキノコの出来を促進する方法をしけ打ち、打木刺激という）。ダイコンでも電撃を加えると芽が早く出る事が確認された。
落雷が木に落ちると発火して山火事が起きる。

## 対策

### 予防対策
- 機器にアース、漏電遮断器を取り付ける。
- 絶縁物の劣化などによる絶縁抵抗の低下に注意する。また早期に発見する為に定期的に絶縁抵抗測定(法定自主検査)を行う。特に全国各地の電気保安協会による家庭用配電盤の定期検査にて漏電の可能性が指摘された場合には、感電以外にも電気火災の恐れがあるため、必ず専門業者に不具合箇所の特定と必要な修繕を依頼する事。
- 濡れた手で機器を操作しない。機器は湿った所を避けて設置する。
- 雨や水に濡れることが想定される場合は、電源ケーブルや本体にひび割れ・変形・その他異常がないかどうかをあらかじめよく調べ、確実なアース接続、もしくは漏電遮断器を設置する。
- 幼児がコンセントに金属製品を差し込むいたずらを行い、感電することがあるので、金属製品を幼児の手の届く所に置かない。また、コンセントに感電防止用のカバーを取り付ける。
- 機器の操作や保守点検の場合は、必要に応じ、絶縁靴、絶縁手袋などで絶縁する。同時に作業開始の際には必ず配線用遮断器を切った(機器本体の電源スイッチや屋内配線の給電スイッチのみに頼らず、条件の許す限りその機器に給電している系統全体を停電させた）後に可能であれば配線も外す、コンセントを抜くなど物理的に電気回路を給電系統から切断し、現場責任者の作業状況の確認の後の承認なしに不用意な再接続操作を行わない等の人的ミスの防止にも努める。
- 内部で高電圧を発生させている電子機器（テレビ、電子レンジ、ストロボなど）を分解しない。やむを得ず分解する際には、電源の接続を切り離して十分に時間をおく、又は接地線で電荷逃がしを行うなど、コンデンサの残留電荷を放電し、電荷の存在が明確でない個所に触れる前には必ず検電器等で電荷の有無を確認してから作業する。
- 屋内配線や電気器具の設置は電気工事士資格者に依頼する。
- 切れた電線には触れず、消防や最寄りの電力会社に連絡する。
- 電線に凧などが絡まったら、自分で取ろうとせず、電力会社に連絡する。
- 事業者や選任された技術者以外が触れることができない構造にする。
- 専門的知識や経験が無い限り電気製品の分解や修理を行わない。
- 電線の近くで作業や工事を行う場合、電力会社または電気主任技術者の許可をとり必要な対策について指示を受ける。特にクレーンやバックホウなどの大型作業機械を電線の周辺で操作する場合、機械の作業半径と架線の位置関係は必ず現場立会や工事承認届などの提出により確認し、目測での安易な判定は絶対に行わない事[1]。

### 感電事故発生時の対策

低電圧時の対応、絶縁対策を施したうえで速やかに安全な場所に移動させる。高電圧の場合は、緊急電源停止スイッチやブレーカー操作後に救助を行う。心肺が停止していれば、心肺蘇生法を行う。

感電している者を救護する際には、救護者が二次被害に巻き込まれないよう、絶縁を確保することが重要である。安全を確保しないまま、手で掴んで動かそうとすると、自分も感電して筋肉が硬直し外せなくなることがある。
- 電源を切るか、ブレーカーを切ることで、電気の供給を止める。
- ゴム手袋を使用したり、ゴムの靴で蹴り動かすなどして、電線を取り除くことで安全を確保する。
- 安全を確認し、呼吸や意識の有無、脈拍などを確認すると同時に救急車を要請する。
- 心停止、呼吸停止があった場合は、心肺蘇生法を行う。
- そのほかの必要な処置をできる範囲で応急手当を行う。

電源が切れないとき、ゴム製の用品を身につけていないとき、木の棒やビニールひもなど、身近にある電気を通さないものを使って救護する。救急隊員や医師の指示に従いながら、いつ、どこで、どれぐらいの電気に、どれだけの時間、どの部位が感電したのかをわかる範囲で伝える。
なお、感電時はドロップキックや裏拳で弾き飛ばすのが良いという俗説がある。しかしながら、これは自身や周囲の人間も感電する可能性が高いうえ、ドロップキックの衝撃で二次災害（骨折・打撲等）へとつながりやすいので、行うべきではない。また、高圧での感電では、安全靴やスニーカー、通常の長靴の底ゴムではほとんどといっていいほど無力なので、決して行ってはいけない。

## 静電気による感電
特に空気が乾燥している条件では、電源からの電荷の供給が無くても、摩擦電気の蓄電による静電気が人体に対して放電し、電気ショックを感じることがある。感じ方は人によって差があるが、これも非常に弱い感電の一種である。静電気は電気量が少ないため、大容量のライデン瓶、ヴァンデグラフ起電機など特別な場合を除いては人体への危険はほとんど無い。
自動車のボディーへの接触、衣類を脱ぐ時などが、静電気による感電の代表的な例で、放電音や閃光を発することが多い。電気ショックを防ぐには、下記の方法が知られている。
- 水分を与える、湿度を高くする。
- 自動車のボディーなどは、感覚が敏感な指先ではなく、手の甲などから触れる。
- 導電性靴や帯電防止繊維を用いた衣類を着用して、身体に電荷が蓄積しないように放電する。
- 椅子から立ち上がる際に、なるべく大きな金属物（スチール製の机など）に触れながら立ち上がる。
- 予め素肌で地面に触れる（接地）。[12]

## 感電事例
- ウィキソースには、最初の高圧感電死についての雑誌『電氣之友』の記事の原文があります。
- https://anzeninfo.mhlw.go.jp/anzen_pg/SAI_DET.aspx?joho_no=101156　路上設置型変圧器の取替え工事中に感電し、死亡
- https://anzeninfo.mhlw.go.jp/anzen_pg/sai_det.aspx?joho_no=385　雨の中でアーク溶接作業をしていて感電する

## 感電の研究、法整備
- 渋沢元治
- チャールズ・ディエール
- ジークフリート・ケッペン
- ゴットフリート・ビーゲルマイヤー
- 感電保護クラス
- 電気事業法
- 電気設備に関する技術基準を定める省令
- 電気工事士法
- 電気設備の技術基準の解釈
- 電気工事業の業務の適正化に関する法律（電気工事業法）
- 電気用品安全法

## 利用事例

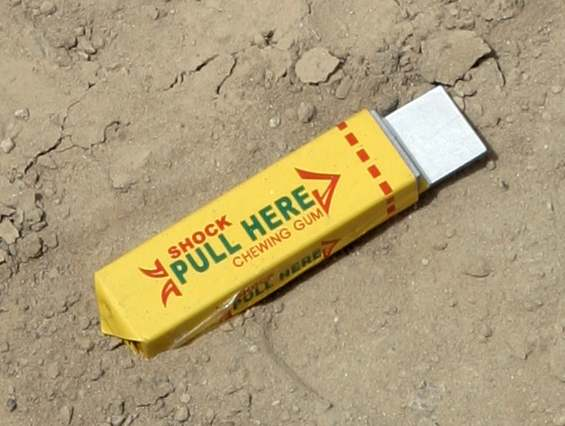
電気ショックガム

- 医療：電気けいれん療法、AED（自動体外式除細動器）、経皮的末梢神経電気刺激、イオン導入など
- テーザー銃、スタンガン
- 畜産：電気柵、電気止め刺し（英語版）(電気槍、キャトルプロッド)
- 家庭用電気治療器(JIS T 2003 家庭用電気治療器により安全性が確認されているもの)
- ジョークグッズ（STマークなどで安全性が確認されているもの）
- 電気椅子（刑罰の一覧）
- 野戦電話（英語版） - ベトナム戦争時に、野戦電話の電話線で感電させる尋問が行われたという話がある。

## 関連資料
- 田中隆二, 市川健二『電撃危険性と危険限界』 労働省産業安全研究所 （独立行政法人 労働安全衛生総合研究所安全資料 SD-70-1、1971年）
- 高橋健彦『日本における感電保護の現状と課題』（関東学院大学大沢記念 建築設備工学研究所報 No.30 2007.3）
- 市川紀充, 冨田一『感電の基礎と過去30年間の死亡災害の統計』（独立行政法人 労働安全衛生総合研究所 安全資料 SD-No.25、2011年）